# Nordglanz
Nordglanz — немецкая NSBM группа из Франкфурта-на-Майне, происходящая из правой рок-среды. Управление по защите конституции земли Гессен описывает группу в отчёте о защите конституции за 2006 год как ультраправую банду скинхедов, сама группа описывает свой стиль на своей домашней странице как «Тулеанский националистический блэк-метал».

## История
Nordglanz была основана в конце 1990-х годов, как индивидуальный проект под названием «Hyperborean», Норбертом «Njord» Нолеппа, имевшим судимости за подстрекательство к мятежу, нарушение общественного порядка, принуждение и нанесение тяжких телесных повреждений. По их собственным словам, первая демозапись под названием «Hevn eller befrielse» была выпущена в 1999 году.
Первое выступление состоялось в 2002 году, к тому времени к группе присоединились басист и барабанщик. В том же году был записан альбом «Nordglanz», но официально он не вышел. Только два года спустя части этих записей были изданы на кассете под названием «Völkermord» тиражом 88 экземпляров.
В конце 2003 года к группе присоединился клавишник, после чего последовало несколько их выступлений, в основном в рамках RAC-движения. В это время группа была переименована в Nordglanz. В 2004 году был создан альбом «Heldenreich», который вышел в начале 2005 года. В альбоме есть треки с названием «Leistet Widerstand! и кавер-версии „Gates of Heaven“ Фрэнка Реннике и группы Absurd. В то время как кавер на Реннике имеет политические черты, кавер на Absurd — депрессивная и антихристианская песня.
В конце 2005 года басист Felix покинул группу, чтобы посвятить себя работе с собственной группой „Blutschuld“. На смену пришёл „Fußball“ из группы „Rachezug“. С другой стороны, барабанщик покинул группу. Его заменил „Skil“. В марте 2006 года был записан следующий альбом „Kampfhymnen Germaniens“, который вышел летом 2006 года. После того, как записи были закончены, клавишник покинул группу.
В апреле 2006 года должен был состояться концерт Nordglanz, Oidoxie и др., но он был заранее предотвращён полицией. В сентябре 2006 года группа вернулась в студию и записала альбом „Völkischer Schwarzmetall“, который вышел летом 2007 года. В альбоме также есть кавер-версия под названием „When the Old Still Were Young“. Тем временем весной 2007 года к группе присоединился новый клавишник по имени „Харди“. В июне 2009 года вышло новое издание альбома „Heldenreich“. Новое издание было выпущено в дигипаке и содержит, помимо старых песен, недавно записанную бонусную песню.

## Стиль и содержание
Сама группа относит себя к блэк-металу через название своего четвёртого альбома „Völkischer Schwarzmetall“ (рус. Этнический блэк-метал), хотя музыка больше относится к области рока. Однако экстремальный вокал больше соответствует металу.
Тексты носят языческий характер, но также часто касаются исторических событий, особенно Второй мировой войны. Так описывается немецкий восточный фронт в песне „Wolgawinter“ , где „далеко на востоке [солдаты] сражались против красной силы“. В „Weiße Rose“, с другой стороны, отрицаются достижения бойцов сопротивления, которые описываются как „маленькие рыбки, которые хотели подняться“, „красные фигуры“ и, по мнению группы, хотели „расколоть страну“. Уинстон Черчилль описан в „Wotan strafe England“ как чистый антигерманист, который из чистой ненависти к немецкому народу позволил совершить нападения: „Позор Англии“ / Убийца по имени сэр. / Позор хозяевам / они взяли его смертоносной рукой. / Он ненавидел немецкий народ, / вот как это известно». В той же песне Рудольф Гесс прославляется как немецкий миротворец и мученик. Группа открыто придерживается правых экстремистских взглядов.

## Побочный проект
Норберт Нолеппа, «Skill» и «Fußball» также участвуют в сайд-проекте «Ahnenerbe», который в музыкальном плане описывается как смесь Death Metal и RAC. Нолеппа также играет с участниками «Kraftschlag» и «Noie Werte» в правой рок-группе «Faust».

## Состав
Текущий состав
- Fußball — бас-гитара
- Filosoph — гитара
- Njord — вокал, ритм-гитара

Бывшие участники
- Skil — барабаны
- Chunk — клавишные
- Ed — барабаны (2008—2009)

## Дискография

### Демоальбомы
- 1999: Hevn eller befrielse (как Hyperborean)
- 2004: Völkermord (как Hyperborean)

### Альбомы
- 2002: Nordglanz (как Hyperborean)
- 2005: Heldenreich
- 2006: Kampfhymnen Germaniens
- 2007: Völkischer Schwarzmetall
- 2010: Von Helden und Händlern
- 2011: Weltenwende
- 2014: Fragmente von Einst
- 2016: Das sterbende Volk
- 2019: Werwolf Revolte (индексирован[3])

### Другие публикации
- 2004: Steht auf und kämpft (EP, индексирован[4])
- 2010: Vereint im Geiste — Vereint im Kampf Teil 2 (Двойной альбом с Words of Anger)